# 7. Königlich Bayerisches Jägerbataillon

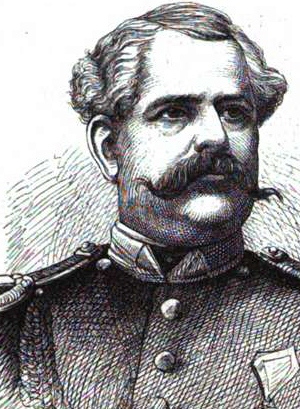
Kommandeur Major Philipp von Ysenburg-Philippseich

Das 7. Jäger-Bataillon war ein Verband der Bayerischen Armee. Der letzte Friedensstandort der Jäger war Landsberg am Lech.

## Geschichte
Das Bataillon wurde am 21. Dezember 1863 aus Einheiten und Teileinheiten mehrerer bestehender bayerischer Jägerbataillone und Infanterieregimenter aufgestellt.
Im Krieg gegen Preußen 1866 war es der 3. Brigade (Generalmajor Schuhmacher) der 2. Division (Generalleutnant von Feder) unterstellt und kämpfte am 10. Juli 1866 bei Kissingen, wo der Bataillonskommandeur Major Philipp Graf von Ysenburg-Philippseich fiel.
Während des Deutsch-Französischen Krieges nahm das Bataillon an der Schlacht bei Sedan teil. Es war an der Schlacht bei Coulmiers beteiligt. Von 27. Dezember 1870 bis 28. Januar 1871 war das Bataillon im Belagerungsring um Paris eingegliedert und verblieb nach Kriegsende bis 16. Juli 1873 als Teil der Besatzungsarmee in Frankreich.
Das Bataillon ging am 1. Oktober 1878 als II. Bataillon im 16. Infanterie-Regiment auf.

## Kommandeure
| Dienstgrad | Name                                   | Datum                                  |
| ---------- | -------------------------------------- | -------------------------------------- |
| Major      | Philipp Graf von Ysenburg-Philippseich | 25. November 1863 bis 10. Juli 1866    |
| Major      | Friedrich Schultheiß                   | 26. Juli 1866 bis 21. Dezember 1870    |
| Major      | Karl Ziegler                           | 21. Dezember 1870 bis 13. Oktober 1873 |
| Major      | Ludwig Müller                          | 13. Oktober 1873 bis 23. November 1877 |
| Major      | Wilhelm Horn                           | 23. November 1877 bis 1. Oktober 1878  |